# Le bœuf sur le toit
Le bœuf sur le toit, o en español, El buey en el tejado, op. 58, es una obra musical del compositor francés Darius Milhaud estrenada el 21 de febrero de 1920 en la Comédie des Champs-Élysées de París. 

## Historia
Terminada el 21 de diciembre de 1919, originalmente era una pieza para violín y piano titulada Cinéma-fantaisie y estaba destinada a acompañar una película muda de Charlie Chaplin. Milhaud, miembro del recientemente creado grupo de Los Seis (Les Six, que incluía a Auric y Poulenc), lo transformó en un ballet-pantomima por sugerencia de Jean Cocteau que escribió el argumento. El vestuario estaba diseñado por Guy-Pierre Fauconnet y los decorados y cartón piedra realizados por Raoul Dufy.
Tanto el título como la música están inspirados en una antigua canción brasileña, un país donde estuvo el compositor trabajando en la embajada francesa de Río de Janeiro, entre 1917 y 1918. Su título es la traducción al francés del tango brasileño (maxixe) O boi no telhado de José Monteiro. El estribillo vuelve casi catorce veces en doce tonalidades diferentes. Su ejecución dura algo más de un cuarto de hora (18 minutos según la partitura).

"Perseguido por mis recuerdos de Brasil, reuní algunas melodías populares - tangos, maxixes, sambas, e incluso un fado portugués - y las transcribí con una sección rondó que se repetía entre cada par sucesivo... música adecuada para una película de Charlie Chaplin."

Es una farsa surrealista (con el subtítulo de la pieza del disco de A. Charlin: 'Cine-Sinfonía sobre temas sudamericanos puesta en farsa por Jean Cocteau'), en el espíritu de Les Mamelles de Tirésias de Guillaume Apollinaire o el ballet Parade de Satie, no hay una historia real. El decorado representa una barra de bar americano por la que desfilan varios personajes: un corredor de apuestas, un enano, un boxeador, una mujer vestida de hombre, hombres vestidos de mujer y un policía que es decapitado por las aspas de un ventilador antes de resucitar.
La coreografía fue deliberadamente muy lenta, como en una película a cámara lenta, en marcado contraste con el espíritu vivo y alegre del acompañamiento musical. A diferencia de un ballet tradicional, los intérpretes no procedían de la danza sino del circo, incluidos los hermanos Fratellini, payasos del Circo Medrano.
Cuando se estrenó, el programa, dirigido por Vladimir Golschmann, también incluía las creaciones de Adieu, Nueva York! de Georges Auric, Cocardes de Francis Poulenc (basado en poemas de Jean Cocteau) y Trois petites pièces montées de Erik Satie.
A la versión para orquesta de cámara le siguió otra para piano a cuatro manos, subtitulada Cinéma-symphonie sur des airs sud-américains (Cine-sinfonía sobre aires sudamericanos, su interpretación dura alrededor de un cuarto de hora).
El ballet dio su nombre a un célebre cabaret-bar parisino, Le Boeuf sur le toit, que se inauguró en 1922 y llegó a convertirse en un lugar de encuentro para Cocteau y sus amigos.

## Análisis musical
La obra es principalmente de carácter alegre y vivaz. La forma musical es en gran parte libre, pero recuerda a un rondó y puede considerarse una fantasía, a veces incluso un popurrí. Al principio, el tema del barman aparece en Do mayor y se complementa en el transcurso de la obra con melodías adicionales que también tienen títulos como "Apariencia de las mujeres", "Apariencia de los hombres", "Baile del corredor de apuestas", "Tango de las dos mujeres", "Silbato de la policía", "Danza del negrito", "Baile de Salomés", etc. Además de las transposiciones del tema en las 12 tonalidades mayores y diversas modulaciones, los tempos y ritmos cambian con frecuencia. Por último, pero no menos importante, se notan las avanzadas técnicas politonales, que en algunos momentos permite que se produzcan hasta cuatro tonos simultáneamente, que lleva a fricaciones y distorsiones armónicas.

## Reparto
- Paul Fratellini: barman
- François Fratellini: dama

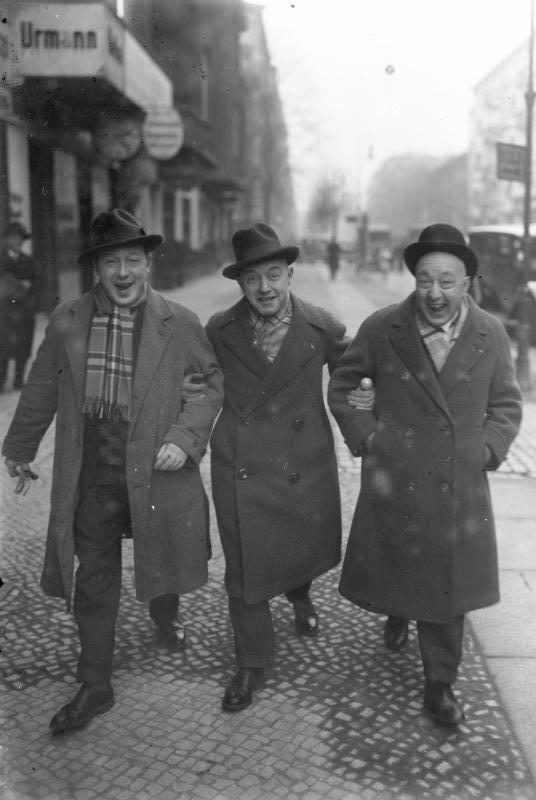
Los hermanos Fratellini a finales de 1930.

- Albert Fratellini: mujer pelirroja vestida de hombre
- Busby: policía
- Cyrillo: boxeador negro
- Roberts: corredor de apuestas
- Pinocchio: caballero en traje de noche
- el enano Boda: negro que juega al billar

## Instrumentación
La partitura original requiere una gran orquesta de cámara compuesta por 25 músicos:
- 2 flautas, una doblada en flautín
- 1 oboe
- 2 clarinetes en si bemol
- 1 fagot
- 2 trompas en fa
- 2 trompetas en do
- 1 trombón
- 1 percusionista tocando: güiro portorriqueño,[4] pandereta, bombo y platillos
- Cuerdas: violines I y II, violas, violonchelos, contrabajos